# Baza Danych Obiektów Topograficznych
Baza Danych Obiektów Topograficznych, BDOT10k – baza danych przestrzennych o szczegółowości odpowiadającej mapie topograficznej w skali 1:10 000.
Baza powstała w latach 2012–2013 na podstawie wytycznych technicznych zawartych w nieobowiązującym już Rozporządzeniu Ministra Spraw Wewnętrznych i Administracji z dnia 17 listopada 2011 r. w sprawie bazy danych obiektów topograficznych oraz bazy danych obiektów ogólnogeograficznych, a także standardowych opracowań kartograficznych. Do czasu wejścia w życie tego rozporządzenia funkcjonowała Topograficzna Baza Danych (TBD).

## Zawartość bazy, aktualizacja i wykorzystanie danych
W bazie gromadzi się informacje o obiektach topograficznych obejmujące:
1. lokalizację przestrzenną obiektów (w obowiązującym państwowym systemie odniesień przestrzennych),
2. charakterystykę obiektów,
3. kody kartograficzne,
4. metadane obiektów.

BDOT10k obejmuje swoją treścią następujące zagadnienia, zapisane w warstwach:
1. sieć wodna,
2. sieć komunikacyjna (w tym sieć dróg i kolei),
3. sieć uzbrojenia terenu,
4. pokrycie terenu,
5. budynki, budowle i urządzenia,
6. kompleksy użytkowania terenu,
7. tereny chronione,
8. jednostki podziału terytorialnego,
9. obiekty inne.

Szczegółową klasyfikację obiektów w poszczególnych warstwach określa załącznik 2 do rozporządzenia.

### Pochodzenie danych
BDOT10k wykorzystuje dane zawarte w:
- bazach danych, obejmujących zbiory danych przestrzennych infrastruktury informacji przestrzennej z całego kraju, takich jak:
  - państwowy rejestru podstawowych osnów geodezyjnych, grawimetrycznych i magnetycznych,
  - ewidencja gruntów i budynków (kataster nieruchomości),
  - geodezyjna ewidencja sieci uzbrojenia terenu,
  - państwowy rejestr granic i powierzchni jednostek podziałów terytorialnych kraju,
  - państwowy rejestr nazw geograficznych,
  - ewidencja miejscowości, ulic i adresów,
  - zobrazowań lotniczych i satelitarnych oraz ortofotomapy i numerycznego modelu terenu;
- danych zawartych w rejestrach prowadzonych przez organy lub instytucje:
  - sieci komunikacyjnej – ministra właściwego do spraw transportu,
  - sieci uzbrojenia terenu – ministra właściwego do spraw łączności,
  - budowli i urządzeń – ministra właściwego do spraw budownictwa,
  - kompleksów użytkowania terenu oraz pokrycia terenu – ministra właściwego do spraw: rolnictwa, środowiska oraz gospodarki przestrzennej i mieszkaniowej,
  - terenów chronionych – ministra właściwego do spraw środowiska oraz Generalnego Dyrektora Ochrony Środowiska,
  - zabytków nieruchomych – ministra właściwego do spraw kultury i ochrony dziedzictwa narodowego,
  - sieci wodnej – Krajowy Zarząd Gospodarki Wodnej oraz Instytut Meteorologii i Gospodarki Wodnej,
  - identyfikatorów i nazw jednostek podziału terytorialnego kraju – Prezesa Głównego Urzędu Statystycznego,
  - siedzib instytucji – urzędy miast i gmin;
- danych pozyskanych z wywiadu terenowego.

### Aktualizacja
BDOT10k jest aktualizowana niezwłocznie po uzyskaniu nowych danych.

### Wykorzystywanie
BDOT10k może być wykorzystywana m.in. do różnego rodzaju analiz przestrzennych, diagnozowania stanu środowiska geograficznego, w planowaniu przestrzennym, zarządzaniu kryzysowym (projekt ISOK), do opracowywania map turystycznych i planów miast.

### Baza Danych Obiektów Ogólnogeograficznych
Obiekty BDOT10k poddane generalizacji gromadzi się w Bazie Danych Obiektów Ogólnogeograficznych (BDOO) – w szczegółowości odpowiadającej mapie w skali 1:250 000.

## Mapy topograficzne i ogólnogeograficzne
Na podstawie BDOT10k, danych zawartych w numerycznym modelu rzeźby terenu i w Państwowym Rejestrze Nazw Geograficznych tworzy się mapy topograficzne w skalach:
- 1:10.000,
- 1:25.000,
- 1:50.000,
- 1:100.000.

Na podstawie BDOO, danych zawartych w numerycznym modelu rzeźby terenu i w Państwowym Rejestrze Nazw Geograficznych tworzy się mapy ogólnogeograficzne w skalach:
- 1:250.000,
- 1:500.000,
- 1:1.000.000.

Rozporządzenie określa standardy opracowania poszczególnych map topograficznych oraz treść arkusza mapy.

## Udostępnianie
Dane pochodzące z bazy udostępniane są zgodnie z rozporządzeniem:
- powszechnie – przy pomocy usług sieciowych:
  - wyszukiwania (możliwość wyszukiwania zbiorów i usług danych przestrzennych na podstawie zawartości odpowiadających im metadanych oraz wyświetlania zawartości metadanych)
  - przeglądania (możliwość wyświetlania, nawigowania, powiększania i pomniejszania, przesuwania lub nakładania na siebie zobrazowanych zbiorów oraz wyświetlania objaśnień symboli kartograficznych i zawartości metadanych);
- na wniosek:
  - przy pomocy usług sieciowych:
    - pobierania (możliwość pobierania kopii zbiorów lub ich części oraz, gdy jest to wykonalne, bezpośredniego dostępu do tych zbiorów)
    - przekształcania (możliwość przekształcenia zbiorów w celu osiągnięcia interoperacyjności zbiorów i usług danych przestrzennych),

  - w postaci dokumentów elektronicznych GML,
  - w postaci standardowych opracowań kartograficznych, o których mowa w art. 4 ust. 1e pkt 3 i 4 ustawy,
  - w postaci przetworzonych zbiorów danych w formie cyfrowej lub analogowej.

Udostępniane są aktualne i archiwalne dane BDOT10k, w podziale arkuszowym.